# Parlamentswahl in Ungarn 1922
Die Parlamentswahl in Ungarn 1922 fand vom 28. Mai bis zum 2. Juni 1922 statt und brachte die Einheitspartei, die 140 von 245 Sitzen im Parlament gewann, als Sieger hervor. Die Abstimmung geschah offen.

## Wahlsystem
Vor der Wahl änderte die Parteiführung der regierenden Einheitspartei das Wahlsystem, um sich die Machtstellung zu sichern. Dies bezog die Wiedereinführung offener Wahlen und die Einflussnahme auf Wahllisten mit ein. Die Reformen wurden durch ein von Premierminister István Bethlen erlassenes Dekret eingeführt, als das Parlament bereits aufgelöst war.
Für die Wahlen wurde das Land in 219 Wahlkreise eingeteilt. Von diesen traten in lediglich vier Wahlkreisen mehr als ein Kandidat an. Innerhalb der 125 Einzelbewerberkreise wurden nur 20 in geheimer Wahl gewählt, die übrigen, allesamt ländlichen Wahlkreise stimmten in offenen Wahlen ab. In allen vier Wahlkreisen mit mehreren Kandidaten wurde geheim gewählt.

## Ergebnisse
| Partei                                                   | Offene Einzelbewerberwahlen | Offene Einzelbewerberwahlen | Offene Einzelbewerberwahlen | Geheime Einzelbewerberwahlen | Geheime Einzelbewerberwahlen | Geheime Einzelbewerberwahlen | Mehrbewerberwahlen | Mehrbewerberwahlen | Mehrbewerberwahlen | Gesamt    | Gesamt | Gesamt | Gesamt           |
| Partei                                                   | Stimmen                     | %                           | Sitze                       | Stimmen                      | %                            | Sitze                        | Stimmen            | %                  | Sitze              | Stimmen   | %      | Sitze  | Gewinne/Verluste |
| -------------------------------------------------------- | --------------------------- | --------------------------- | --------------------------- | ---------------------------- | ---------------------------- | ---------------------------- | ------------------ | ------------------ | ------------------ | --------- | ------ | ------ | ---------------- |
| Einheitspartei                                           | 585.551                     | 53,1                        | 133                         | 26.765                       | 19,6                         | 6                            | 10.885             | 2,8                | 1                  | 623.201   | 38,2   | 140    | +28              |
| Ungarische Sozialdemokratische Partei                    | 69.501                      | 6,.3                        | 5                           | 40.268                       | 29,5                         | 7                            | 167.712            | 42,7               | 13                 | 277.481   | 17,0   | 25     | Neu              |
| Andrássy-Friedrich-Partei                                | 77.612                      | 7,0                         | 9                           | 6.151                        | 4,5                          | 0                            | 19.942             | 5,1                | 2                  | 103.705   | 6,4    | 11     | Neu              |
| Vereinigte Nationaldemokratische und liberale Opposition | –                           | –                           | –                           | –                            | –                            | –                            | 79.434             | 20,2               | 7                  | 79.434    | 4,9    | 7      | Neu              |
| Christliche nationale Einheitspartei                     | 62.470                      | 5,7                         | 9                           | 8.278                        | 6,1                          | 1                            | –                  | –                  | –                  | 70.748    | 4,3    | 10     | −72              |
| Unabhängige Kleinbauern, Agrararbeiter und Bürgerpartei  | 61.266                      | 5,6                         | 4                           | 5.427                        | 4,0                          | 1                            | –                  | –                  | –                  | 66.693    | 4,1    | 5      | Neu              |
| Christsoziale Partei                                     | 48.653                      | 4,4                         | 5                           | 4.212                        | 3,1                          | 0                            | 12.460             | 3,2                | 1                  | 65.235    | 4,0    | 6      | +3               |
| Allianz der christlichen Einheit                         | –                           | –                           | –                           | –                            | –                            | –                            | 59.508             | 15,1               | 5                  | 59.508    | 3,6    | 5      | Neu              |
| Unabhängigkeitspartei                                    | 23.795                      | 2,2                         | 1                           | 5.674                        | 4,2                          | 0                            | 3.751              | 1,0                | 0                  | 33.220    | 2,0    | 1      | +1               |
| Kleinbauernpartei                                        | 26.972                      | 2,4                         | 2                           | –                            | –                            | –                            | –                  | –                  | –                  | 26.972    | 1,7    | 2      | Neu              |
| Nationale Bürgerpartei                                   | 7.482                       | 0,7                         | 1                           | 5.809                        | 4,2                          | 1                            | 9.473              | 2,4                | 0                  | 22.764    | 1,4    | 2      | Neu              |
| Christliche Opposition                                   | 6.780                       | 0,6                         | 1                           | –                            | –                            | –                            | 13.830             | 3,5                | 1                  | 20.610    | 1,3    | 2      | Neu              |
| Nationale Verteidigungspartei                            | 4.644                       | 0,4                         | 0                           | –                            | –                            | –                            | 3.423              | 0,9                | 0                  | 8.067     | 0,5    | 0      | 0                |
| Ungarische Arbeiterpartei                                | 7.768                       | 0,7                         | 1                           | –                            | –                            | –                            | –                  | –                  | –                  | 7.768     | 0,5    | 1      | 0                |
| Christliche Agrararbeiter und Handwerkerpartei           | 3.584                       | 0,3                         | 1                           | –                            | –                            | –                            | –                  | –                  | –                  | 3.584     | 0,2    | 1      | Neu              |
| Liberale Opposition                                      | 2.929                       | 0,3                         | 1                           | –                            | –                            | –                            | –                  | –                  | –                  | 2.929     | 0,2    | 1      | Neu              |
| Nationaldemokratische Partei                             | –                           | –                           | –                           | 1.944                        | 1,4                          |                              | –                  | –                  | –                  | 1.944     | 0,1    | 0      | −6               |
| Wirtschaftspolitik-Partei                                | –                           | –                           | –                           | –                            | –                            | –                            | 7.545              | 1,9                | 0                  | 7.545     | 0,5    | 0      | Neu              |
| Christliche Nationalpartei                               | –                           | –                           | –                           | –                            | –                            | –                            | 3.547              | 0,9                | 0                  | 3.547     | 0,U2   | 0      | 0                |
| Ungarischer Nationalsozialistischer Block                | –                           | –                           | –                           | –                            | –                            | –                            | 1.423              | 0,4                | 0                  | 1.423     | 0,1    | 0      | 0                |
| Unabhängige                                              | 113.673                     | 10,3                        | 22                          | 32.163                       | 23,5                         | 4                            | –                  | –                  | –                  | 145.836   | 8,9    | 26     | +14              |
| Ungültige Stimmen                                        | 0                           | –                           | –                           |                              | –                            | –                            | 13.167             | –                  | –                  |           | –      | –      | –                |
| Total                                                    | 1,102,680                   | 100                         | 195                         | 136,691                      | 100                          | 20                           | 406,100            | 100                | 30                 | 1,632,304 | 100    | 245    | +26              |
| Registered voters/turnout                                | 1.553.184                   | 71,0                        | –                           | 153.024                      |                              | –                            | 444.710            | 91,3               | –                  | 2.382.158 |        | –      | –                |
| Quelle: Nohlen & Stöver                                  |                             |                             |                             |                              |                              |                              |                    |                    |                    |           |        |        |                  |

## Endnoten
1. ↑  Dieter Nohlen & P. Stöver (2010) Elections in Europe: A data handbook, S. 899 ISBN 978-3-8329-5609-7
2. 1 2 3 4  Nohlen & Stöver, S. 876
3. 1 2  Nohlen & Stöver, 916-917